# ハヤチネコウモリ
ハヤチネコウモリ（早池峰蝙蝠、学名：Parasenecio hayachinensis）は、キク科コウモリソウ属の多年草。

## 特徴
根茎は短く、直立または斜上する。茎は直立し、高さは40-150cmになる。茎の中部につく葉は草質で、葉身は扁三角形状から三角形状ほこ形で円みをおびりことがなく、5浅裂し、長さ12-22cm、幅17-35cmになり、各裂片の先端は尾状に長くまたは短くとがり、基部は心形になる。葉柄は長さ6-12cmになり、全体にわたって翼があってその基部は半ば茎を抱き、「耳」とよばれる小型の葉鞘をつくるが、葉鞘は円筒形にはならない。葉柄の下半分のみに翼があるときもある。
花期は8-9月。頭状花序は円錐状または総状に多数が下向きにつき、すべて両性の筒状花からなり、頭花の花柄は長さ3-12mmになる。総苞は狭筒型で長さ8-9mm、総苞片は1列で5-7個ある。1頭花は8-9個の筒状花で構成されており、花冠の長さは6mmになる。果実は円柱形で長さ5.5-6.5mmになる痩果で、長軸方向の稜が目立ち、毛は無い。冠毛は白色で、長さ6-7mmになる。

## 分布と生育環境
日本固有種。本州の東北地方の岩手県と青森県南部の太平洋側に偏って分布し、落葉広葉樹林の林内や林縁に生育する。

## 名前の由来
種小名（種形容語）hayachinensis は、「早池峰山の」の意味。和名ハヤチネコウモリは北村四郎による命名である。命名者の北村四郎が1952年8月に早池峰山麓で採集したものがタイプ標本となっている。

## ギャラリー

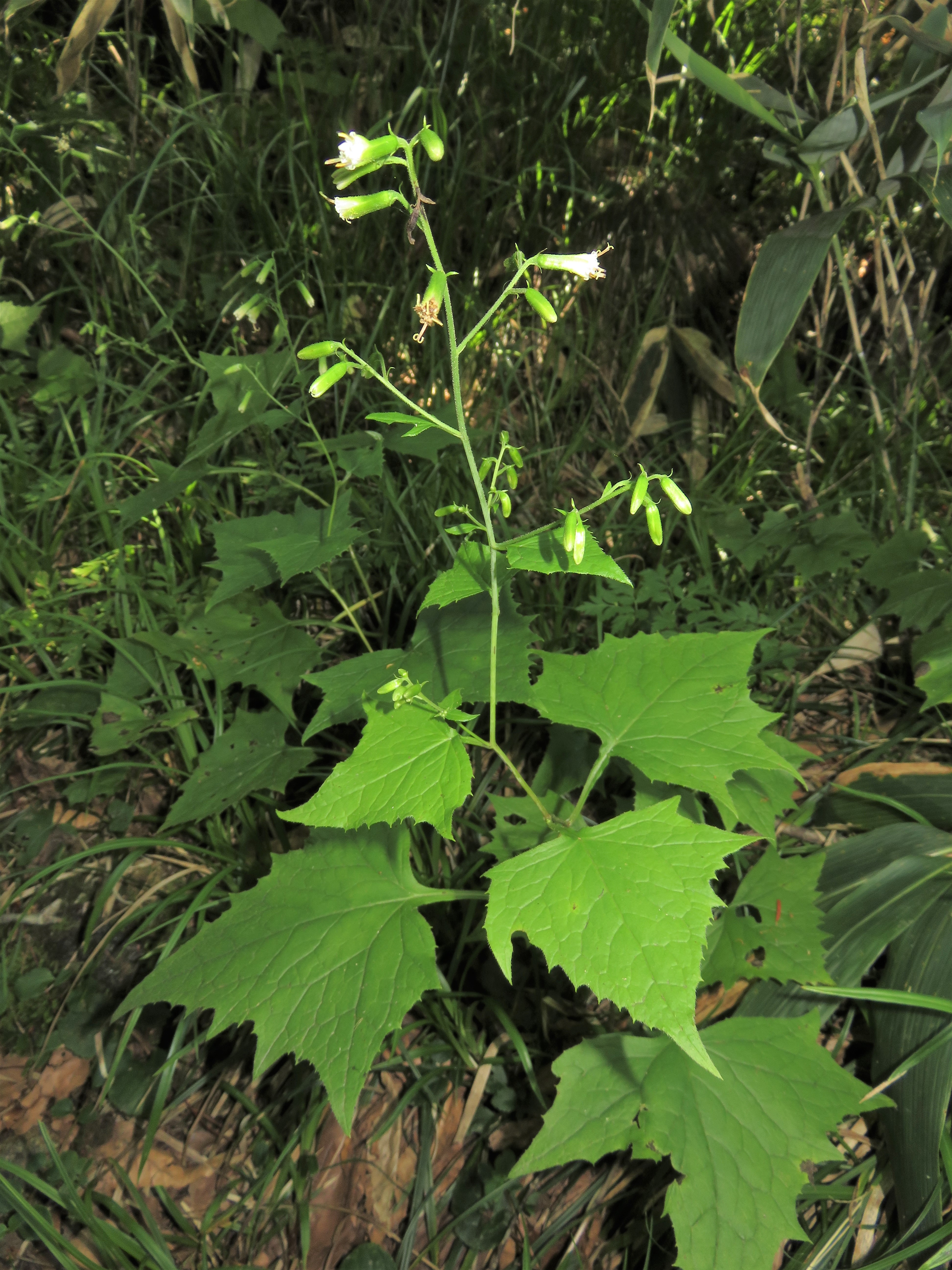
頭花は下向きに多数つく。
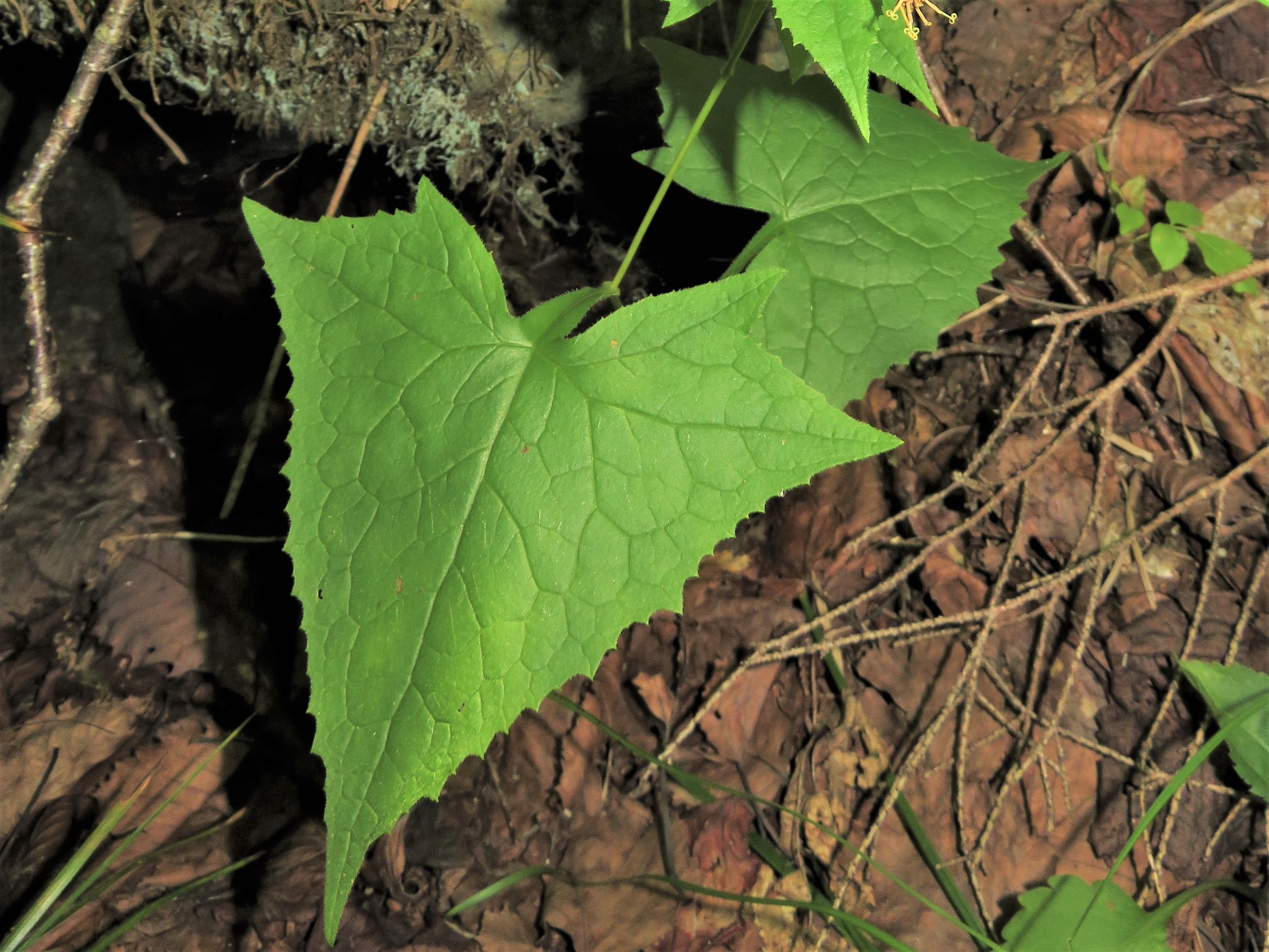
葉身は三角形状ほこ形で葉柄に翼があり、その基部は半ば茎を抱く。
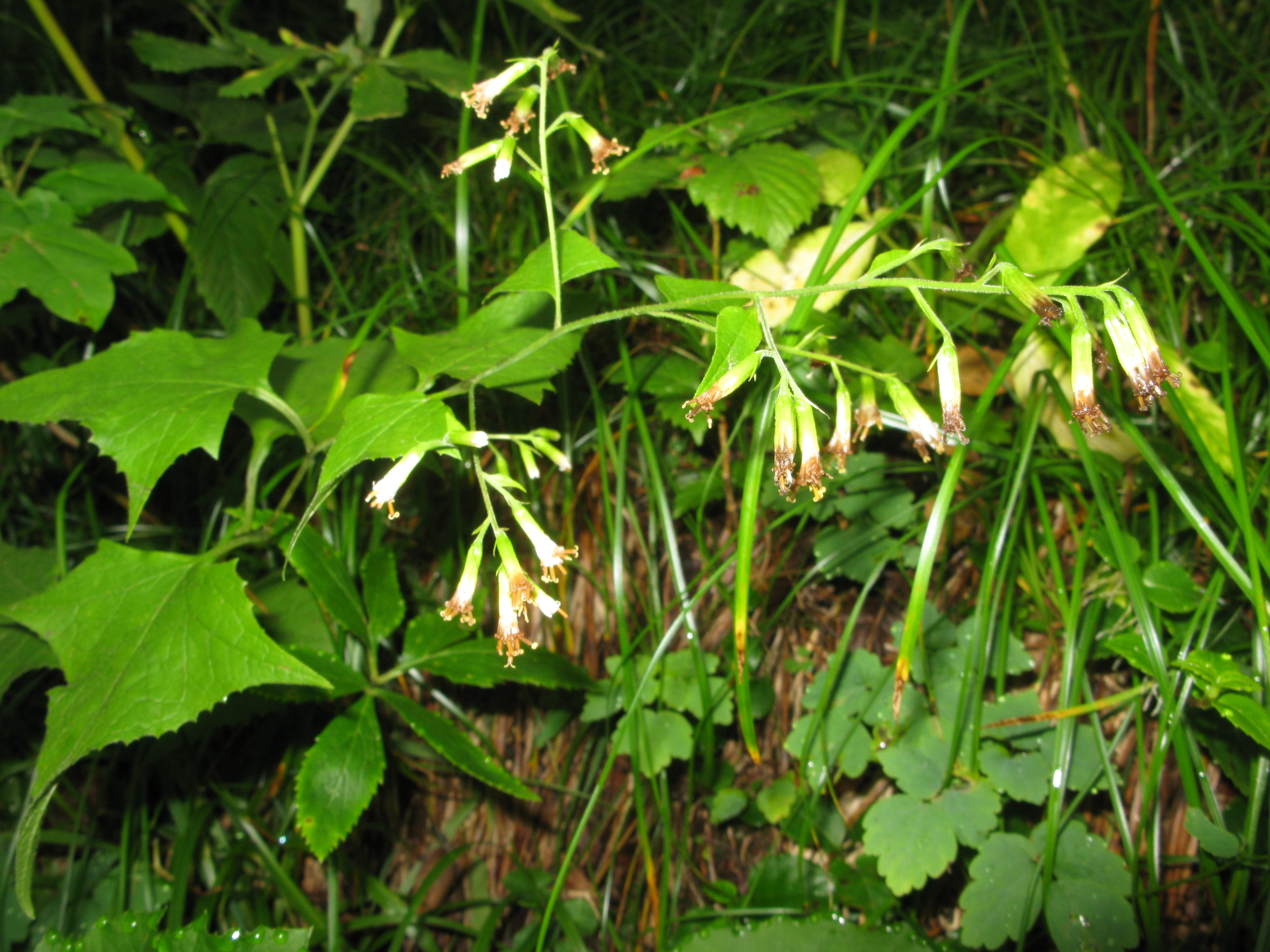
花序。
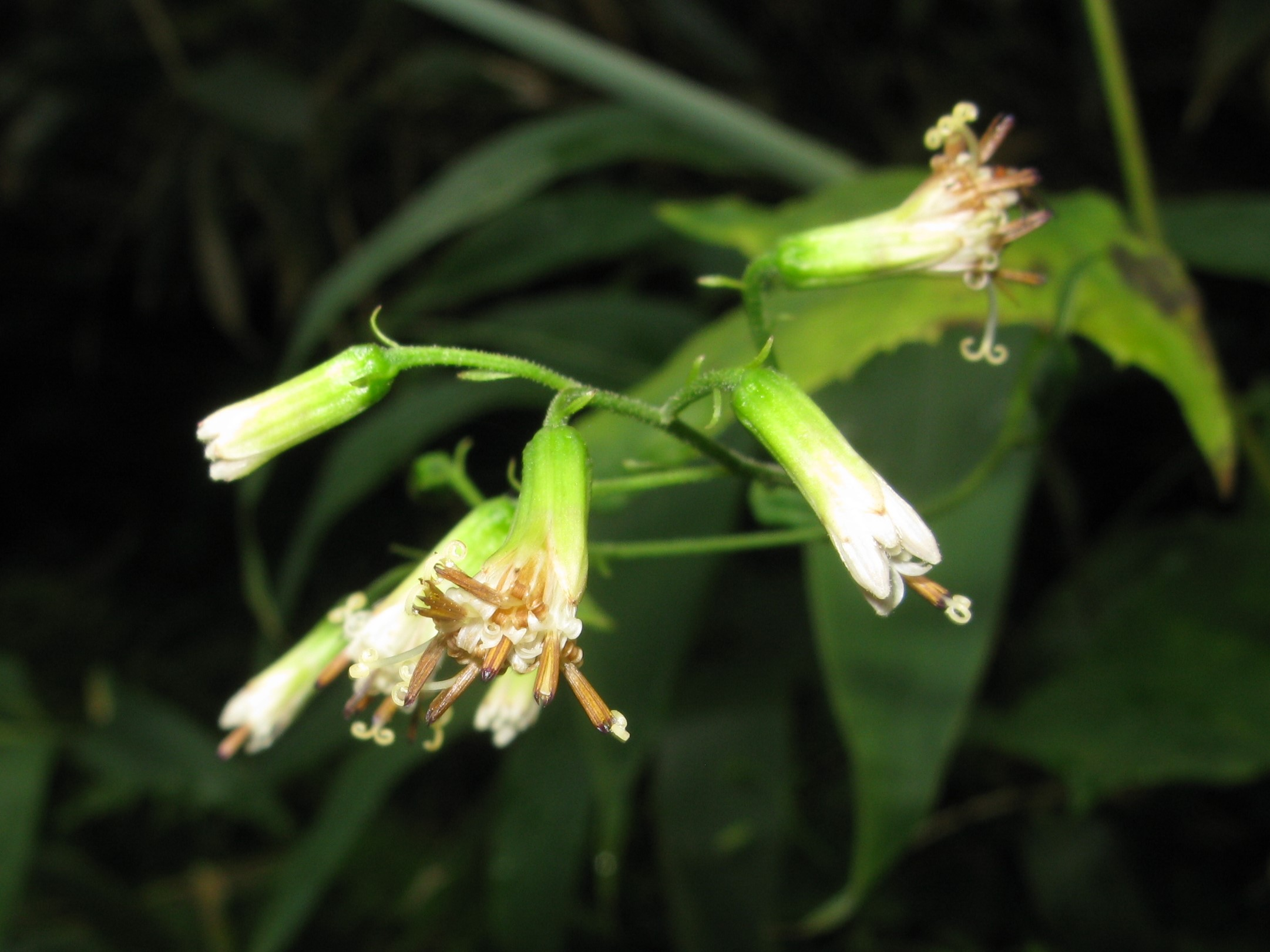
頭花。